# National Basketball League 2007-2008
La National League Basketball 2007-2008 è stata la 30ª edizione della National Basketball League, la massima lega di basket australiana.

## Squadre partecipanti
- Adelaide 36ers
- Brisbane Bullets
- Cairns Taipans
- Gold Coast Blaze
- Illawarra Hawks
- Melbourne United
- N.Z. Breakers
- Perth Wildcats
- Singapore Slingers
- South Dragons
- Sydney Kings
- Sydney Spirit
- Townsv. Crocodiles

## Regular Season

### Classifica
|     | Squadra            | G  | V  | P  | PF    | PS    |
| --- | ------------------ | -- | -- | -- | ----- | ----- |
| 1.  | Sydney Kings       | 30 | 27 | 3  | 3.058 | 2.721 |
| 2.  | Melbourne United   | 30 | 22 | 8  | 3.093 | 2.904 |
| 3.  | Brisbane Bullets   | 30 | 20 | 10 | 3.407 | 3.145 |
| 4.  | Perth Wildcats     | 30 | 18 | 12 | 2.908 | 2.731 |
| 5.  | Townsv. Crocodiles | 30 | 17 | 13 | 2.961 | 2.927 |
| 6.  | Cairns Taipans     | 30 | 16 | 14 | 2.927 | 2.849 |
| 7.  | N.Z. Breakers      | 30 | 16 | 14 | 3.026 | 3.059 |
| 8.  | Gold Coast Blaze   | 30 | 15 | 15 | 2.865 | 2.892 |
| 9.  | Adelaide 36ers     | 30 | 14 | 16 | 3.130 | 3.124 |
| 10. | Sydney Spirit      | 30 | 10 | 20 | 3.097 | 3.248 |
| 11. | Illawarra Hawks    | 30 | 9  | 21 | 2.928 | 3.128 |
| 12. | Singapore Slingers | 30 | 6  | 24 | 2.829 | 3.207 |
| 13. | South Dragons      | 30 | 5  | 25 | 2.904 | 3.198 |

## Playoffs

### Townsville - Gold Coast
| Townsville 20 febbraio 2008 | Townsv. Crocodiles | 97 – 89 | Gold Coast Blaze | Townsville Entertainment Centre (3.618 spett.) |

### Cairns - New Zealand
| Cairns 21 febbraio 2008 | Cairns Taipans | 78 – 100 | N.Z. Breakers | Cairns Convention Centre (4.513 spett.) |

### Perth - Townsville
| Perth 22 febbraio 2008 | Perth Wildcats | 96 – 78 | Townsv. Crocodiles | Challenge Stadium (4.300 spett.) |

### Brisbane - New Zealand
| Brisbane 23 febbraio 2008 | Brisbane Bullets | 106 – 89 | N.Z. Breakers | Brisbane Convention Centre (2.787 spett.) |

### Sydney - Perth

#### Gara 1
| Sydney 25 febbraio 2008 | Sydney Kings | 101 – 98 | Perth Wildcats | Sydney Entertainment Centre (2.640 spett.) |

#### Gara 2
| Perth 27 febbraio 2008 | Perth Wildcats | 94 – 85 | Sydney Kings | Challenge Stadium (4.400 spett.) |

#### Gara 3
| Sydney 1° marzo 2008 | Sydney Kings | 109 – 77 | Perth Wildcats | Sydney Entertainment Centre (4.057 spett.) |

### Melbourne - Brisbane

#### Gara 1
| Melbourne 27 febbraio 2008 | Melbourne United | 116 – 98 | Brisbane Bullets | State Netball and Hockey Centre (2.640 spett.) |

#### Gara 2
| Brisbane 28 febbraio 2008 | Brisbane Bullets | 112 – 115 | Melbourne United | Brisbane Convention Centre (2.653 spett.) |

### Finale

#### Gara 1
| Sydney 5 marzo 2008 | Sydney Kings | 95 – 74 | Melbourne United | Sydney Entertainment Centre (3.208 spett.) |

#### Gara 2
| Melbourne 7 marzo 2008 | Melbourne United | 104 – 93 | Sydney Kings | State Netball and Hockey Centre (3.500 spett.) |

#### Gara 3
| Sydney 9 marzo 2008 | Sydney Kings | 87 – 89 | Melbourne United | Sydney Entertainment Centre (6.009 spett.) |

#### Gara 4
| Melbourne 12 marzo 2008 | Melbourne United | 87 – 90 | Sydney Kings | State Netball and Hockey Centre (3.500 spett.) |

#### Gara 5
| Sydney 14 marzo 2008 | Sydney Kings | 73 – 85 | Melbourne United | Sydney Entertainment Centre (10.244 spett.) |

## Vincitore
| Campioni NBL 2007-2008       |
| ---------------------------- |
| Melbourne Tigers (4º titolo) |

## Statistiche
| Categoria               | Giocatore       | Squadra               | Stat  |
| ----------------------- | --------------- | --------------------- | ----- |
| Punti per gara          | Ebi Ere         | Brisbane Bullets      | 26,0  |
| Rimbalzi per gara       | Chris Anstey    | Melbourne Tigers      | 12,0  |
| Assist per gara         | Rashad Phillips | Perth Wildcats        | 7,5   |
| Palle rubate per gara   | Orien Greene    | New Zealand Breakers  | 2,9   |
| Stoppate per gara       | Chris Anstey    | Melbourne Tigers      | 2,0   |
| Percentuale dal campo   | Tim Behrendorff | New Zealand Breakers  | 60,0% |
| Percentuale da 3        | Daniel Jackson  | Wollongong Hawks      | 52,4% |
| Percentuale tiri liberi | Michael Cedar   | Townsville Crocodiles | 91,3% |

## Premi
- NBL Most Valuable Player: Chris Anstey, Melbourne Tigers
- NBL Defensive Player of the Year: Chris Anstey, Melbourne Tigers
- NBL Most Improved Player of the Year: Cameron Tragardh, Wollongong Hawks
- NBL 6th Man of the Year: Dontaye Draper, Sydney Kings
- NBL Rookie of the Year: Nathan Jawai, Cairns Taipans
- NBL Finals MVP: Chris Anstey, Melbourne Tigers
- NBL Coach of the Year: Brian Goorjian, Sydney Kings

- All-NBL First Team
  - Ebi Ere, Brisbane Bullets
  - Mark Worthington, Sydney Kings
  - Shawn Redhage, Perth Wildcats
  - Kirk Penney, New Zealand Breakers
  - Chris Anstey, Melbourne Tigers

- All-NBL Second Team
  - Nathan Jawai, Cairns Taipans
  - Adam Ballinger, Adelaide 36ers
  - Corey Williams, Townsville Crocodiles
  - C.J. Bruton, Brisbane Bullets
  - James Harvey, Gold Coast Blaze

- All-NBL Third Team
  - Kavossy Franklin, Wollongong Hawks
  - Paul Rogers, Perth Wildcats
  - Julius Hodge, Adelaide 36ers
  - Dontaye Draper, Sydney Kings
  - Darnell Hinson, West Sydney Razorbacks